# موتور عشایر محمد سفینه تاج
موتور عشایر محمد سفینه تاج یک منطقهٔ مسکونی در ایران است که در دهستان ارزوئیه واقع شده‌است. موتور عشایر محمد سفینه تاج ۱۶۹ نفر جمعیت دارد.